# Looker Studio
Looker Studio je online nástroj pro vizualizaci dat od společnosti Google. Nástroj byl poprvé oznámen 15. května 2016 pod původním názvem Google Data Studio.

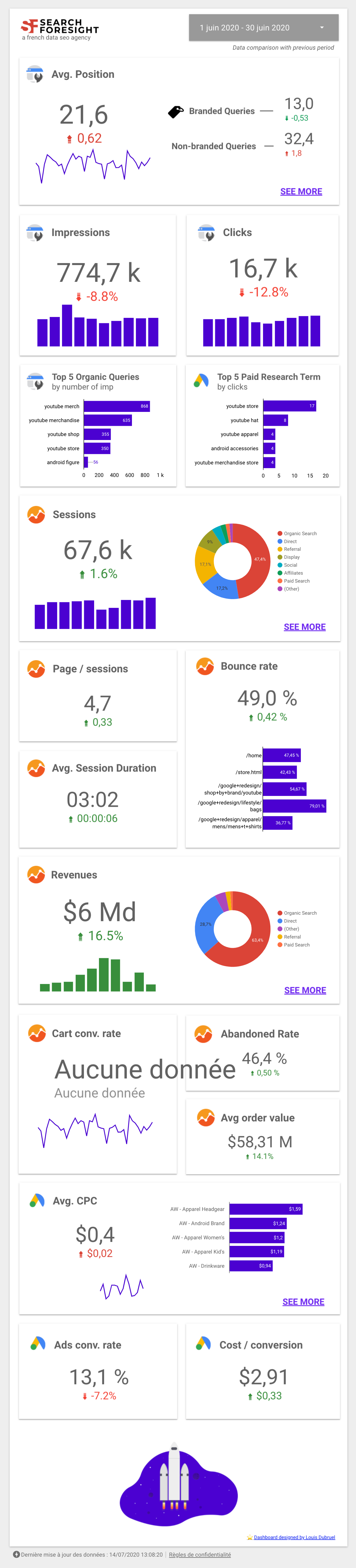
Ukázka reportu vytvořeného v Looker Studiu

## Verze a cena[3]
Looker Studio je v základní verzi dostupné zdarma, je k dispozici ale také placená verze Looker Studio Pro, která navíc nabízí rozšířenější podporu a funkcionalitu. Verze Pro je cílena primárně pro firmy.

## Klíčové funkce[4]

### Webové rozhraní
Looker Studio je kompletně dostupné z prohlížeče a nevyžaduje žádné další programy.

### Šablony
Looker Studio umožňuje vytvořit si vlastní šablony nebo použití předem připravených šablon pro usnadnění práce.

### Datové konektory[5]
Looker Studio umožňuje připojení k jakémukoli zdroji dat pomocí konektorů. Uživatel může použít jak dostupné konektory, tak vytvořit vlastní pomocí Google Apps Script.

### API rozhraní
Pomocí Looker Studio API je možné dále automatizovat správu projektů. API umožňuje interakci s Looker Studiem z vlastní aplikace.

### Vkládání reportů
Reporty vytvořené v Looker Studiu je možné vložit do libovolné webové stránky pomocí funkce embed.

## Vývojářské nástroje

### Propojení[6]
Klíčovou vývojářskou funkcí jsou takzvané komunitní konektory, které je možné vytvořit za použití Google Apps Script, dále sdílet (jak veřejně, tak jen se specifickými uživateli) a dále monetizovat.

### Vizualizace[7]
Vývojářské funkce pro zobrazení umožňují vytvářet a používat vlastní vizualizace. Díky možnosti použít libovolné vizualizační knihovny a vlastní JavaScript a CSS pro upravení vzhledu má uživatel absolutní kontrolu nad výsledným vzhledem reportu.

### Integrace

#### Linking API[8]
Linking API je rozhraní pro konfiguraci a přesměrování uživatelů přímo na sestavu Looker Studia pomocí adresy URL. Slouží pro zobrazení zjednodušeného prostředí pro rychlé zobrazení a jednodušší interakci s daty.
Linking API lze použít k poskytnutí předem nakonfigurovaných sestav, uživatelé nemusí sestavu dále konfigurovat stačí propojit se svými daty a uložit.
Tato funkcionalita lze také použít pro vytváření velkého množství reportů. Linking API zkracuje dobu potřebnou k duplikování a vytváření nových sestav.

#### Looker Studio API[9]
Looker Studio API umožňuje vyhledávat a spravovat zdroje (assets) pro reporty Looker Studio. API umožňuje automatizovat správu a migraci jednotlivých zdrojů pro reporty Looker Studia.
API je k dispozici pouze uživatelům, kteří patří do organizace Google Workspace nebo Cloud Identity.
API lze použít pro:
- Interní aplikace vyvinuté v rámci jedné organizace. Přístup do aplikace mají všichni uživatelé dané organizace.
- Aplikace třetích stran vyvinuté pro externí uživatele/zákazníky. Je nutné autorizovat další organizace pro přístup do aplikace.

Pro přístup k API je nutné nakonfigurovat přístup pomocí OAuth ve správě Cloud Identity organizace.